# Muthuswami Dikshitar
Muthuswami Dikshitar (24 de marzo de 1775-21 de octubre de 1835) fue un poeta y compositor de  India del Sur e integrante de la trinidad musical de la música carnática. 
Sus composiciones, de las cuales alrededor de 500 son comúnmente conocidas, se destacan por sus descripciones elaboradas y poéticas de dioses y templos hindúes y por capturar la esencia de las formas raga a través del estilo vainika que enfatiza los gamakas (adornos). Por lo general, éstos están en una velocidad más lenta (chowka kala). También es conocido por su nombre de firma Guruguha, que también es su mudra (y se puede encontrar en cada una de sus canciones). Sus composiciones son  cantadas y tocadas ampliamente en conciertos clásicos de música carnática.
La trinidad musical consiste en los autores Dikshitar, Tyagaraja (1767-1847) y Syama Sastri (1762-1827). Sin embargo, a diferencia de las composiciones en lengua télugu de los otros, sus composiciones son predominantemente en sánscrito. También compuso algunos de sus kritis en lengua manipravalam (mezcla de sánscrito, telugu y tamil).